# Hyles nigerrima
Hyles nigerrima är en fjärilsart som beskrevs av Gehlen. 1930. Hyles nigerrima ingår i släktet Hyles och familjen svärmare. Inga underarter finns listade i Catalogue of Life.